# Banderas del orgullo trans
No existe una única bandera del orgullo trans, a diferencia de las comunidades LGBT más amplias en todo el mundo que han adoptado la bandera del arcoíris. La más común es la azul, rosa y blanca diseñada por Monica Helms, pero hay varias banderas utilizadas y respaldadas por las diferentes personas, organizaciones y comunidades transgénero. Incluso hay todavía más alternativas a estas banderas sugeridas. Las diferentes banderas se utilizan para representar el orgullo, la diversidad, el activismo, los derechos y el recuerdo de las personas transgénero, sus organizaciones, sus comunidades y sus aliados. 

## Diseño de Helms
El más destacado de estos diseños se conoce como la «bandera del orgullo transgénero», que es un símbolo de orgullo, diversidad y derechos transgénero. 
Esta bandera fue creada por la mujer trans estadounidense Monica Helms en 1999 y se mostró por primera vez en un desfile del orgullo en Phoenix, Estados Unidos en el 2000.
La bandera representa a la comunidad transgénero y consta de cinco franjas horizontales: dos de color azul claro, dos rosas y una blanca en el centro. 
Helms describe el significado de la bandera del orgullo transgénero de la siguiente manera: 

Las franjas superior e inferior son azules claro, el color tradicional de los bebés niños. Las franjas anexas a estas son rosas, el color tradicional de las bebés niñas. La franja central es blanca, en representación de quienes están transicionando o se consideran a sí mismos de género neutral o indefinido.

En el Reino Unido, el consejo de Brighton & Hove enarbola esta bandera en el Día Internacional de la Memoria Transexual. El transporte a Londres también enarbolaba la bandera desde la sede de Broadway en el metro de Londres 55 para la Semana de Conciencia Transgénero 2016. 
Fue izada desde el gran mástil público en el Distrito de Castro de San Francisco (donde la bandera del arcoíris generalmente vuela) por primera vez el 19 y 20 de noviembre de 2012, en conmemoración del Día del Recuerdo Transgénero. La ceremonia de izado de la bandera fue presidida por la drag queen local La Monistat.
El 19 de agosto de 2014, Monica Helms donó la bandera del orgullo transgénero original al Museo Nacional Smithsonian de Historia Estadounidense.

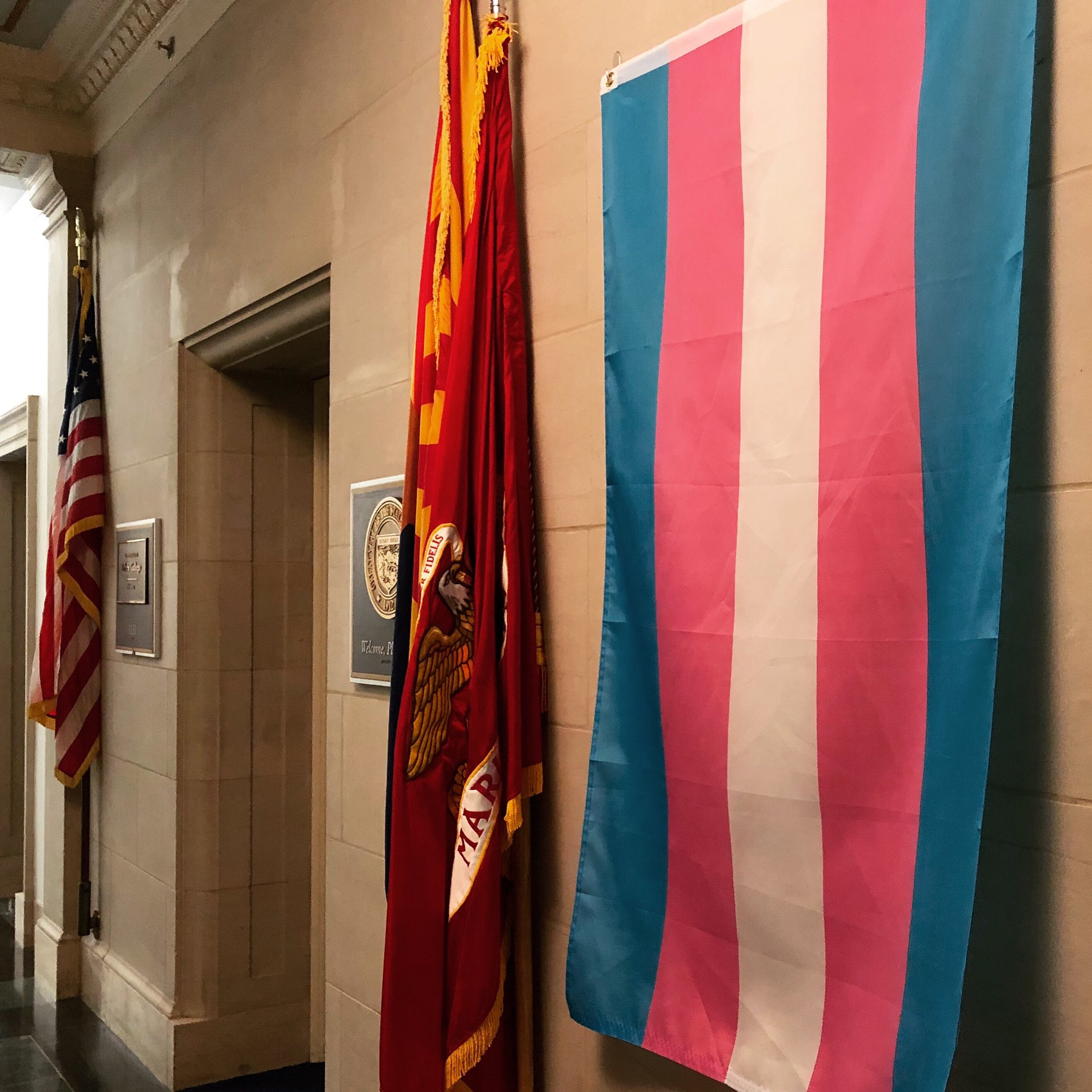
Bandera transgénero colgando frente a la oficina del congresista Rubén Gallego en el Capitolio de los Estados Unidos

Filadelfia se convirtió en el primer gobierno regional de los Estados Unidos en levantar la bandera del orgullo transgénero en 2015. Se planteó en el Ayuntamiento en honor a la 14.ª Conferencia Anual de Salud Trans de Filadelfia, y permaneció junto a las banderas de los Estados Unidos y la Ciudad de Filadelfia durante toda la conferencia. Entonces, el alcalde Michael Nutter pronunció un discurso en honor a la aceptación de la comunidad trans en Filadelfia.
En enero de 2019, la Representante de Virginia Jennifer Wexton colgó la bandera del orgullo transgénero frente a su oficina en Washington D. C. en un movimiento para mostrar su apoyo a la comunidad transgénero. En marzo de 2019, docenas de miembros demócratas e independientes del Congreso enarbolaron esta bandera fuera de sus oficinas para la Semana de Visibilidad Trans que conduce al Día Internacional de la Visibilidad Transgénero.
La bandera ondeó sobre algunos edificios principales por primera vez en el Día de la Memoria Transgénero 2019. El Capitolio de Iowa y el Capitolio de California exhibieron la bandera. 
Se agregó una versión de emoji de la bandera (🏳️‍⚧️) a la lista estándar de Emoji en 2020.

### Variaciones
Además del diseño original de la bandera del orgullo transgénero de Monica Helms, varias comunidades han creado su variación en la bandera, agregando símbolos o elementos para reflejar aspectos de la identidad transgénero, como el cantón de la bandera de los Estados Unidos que se agrega para crear una bandera que representa la identidad transgénero estadounidense.

#### Variante negra
La activista trans y escritora Raquel Willis creó una variante llamada "Bandera Trans Negra". Tiene una franja negra en el medio en lugar de la franja blanca original. Willis lo creó como un símbolo para representar los niveles más altos de discriminación, violencia y asesinato que enfrenta la comunidad trans negra en Estados Unidos, en contraste con el movimiento transgénero más grande. Esta bandera fue mostrada por primera vez en su cuenta de Facebook y fue ampliamente utilizada el 25 de agosto de 2015 por activistas transgénero negros en todo Estados Unidos como parte del primer Martes de Liberación Trans Negro, que se llevó a cabo en conjunto con Black Lives Matter, para las mujeres transgénero negras asesinadas durante todo el año.

## Diseños alternativos
A lo largo de los años, varias personas, organizaciones y comunidades transgénero han adoptado varias banderas transgénero. 

### Bandera israelí
Un diseño único es utilizado en Israel por su comunidad transgénero y no binario. Esta bandera tiene un fondo verde neón (para destacar en lugares públicos) y un Venus, Marte y Marte con el símbolo de trazo ("⚧") en negro para representar a las personas transgénero. 

### Diseño de Lindsay
En Ontario se utiliza una bandera conocida como "Bandera Trans", creada por la diseñadora gráfica de Ottawa Michelle Lindsay. Consiste en dos franjas, la parte superior en Sunset Magenta representando a la mujer y la parte inferior en Ocean Blue representando al hombre, con una Venus triplicada, Marte y Marte con el símbolo de trazo ("⚧") que representa a las personas transgénero, superpuestas. 
La Bandera Trans fue utilizada por primera vez por la comunidad trans del área de Ottawa para la edición 2010 de Ottawa del Día de la Memoria Trans. Este evento incluyó una ceremonia en la cual la Policía de Ottawa dio a conocer y levantó esta bandera. La ceremonia se repitió durante las ediciones 2011 de Ottawa y Gatineau del Día de la Memoria Trans, esta vez acompañada por los Paramédicos de Ottawa, el Ayuntamiento de Ottawa y el Ayuntamiento de Gatineau que también izaron la Bandera Trans durante sus propias ceremonias. La lista de grupos que despliegan / alzan oficialmente la Bandera Trans en el área de Ottawa-Gatineau como parte de su Día de Recuerdo Trans ha crecido cada año. La Bandera Trans también se ha utilizado como parte del Desfile del Orgullo de Peterborough.

### Diseño de Andrew
En 1999, el transexual de San Francisco, Johnathan Andrew, bajo el apodo de "Capitán John" en su sitio web trans de mujer a hombre "Adventures in Boyland", diseñó y publicó una bandera para aquellos dentro de la comunidad transgénero que se identifican como trans. Esta bandera consta de siete franjas que se alternan en rosa claro y azul claro separadas por finas franjas blancas y que presentan, en el polipasto superior izquierdo, un símbolo de Venus y Marte ("⚥") en lavanda. La explicación repetida del simbolismo del color para el diseño de bandera más conocido de Monica Helms es notablemente similar / casi idéntica a la de la descripción del diseño de Andrew en otras páginas.

### Caleidoscopio Trans
En 2014, los miembros de la Trans Alianza de Toronto (TTA) crearon una nueva bandera transgénero conocida como el "Caleidoscopio Trans". Se planteó en la primera ceremonia del Día del Recuerdo Transgénero en el Ayuntamiento de Toronto el 20 de noviembre de 2014. Fue seleccionado por el miembro de la TTA para esta ocasión, a través de una votación, sobre la bandera del Orgullo Transgénero de Monica Helms y la Bandera Trans de Michelle Lindsay. Esta votación causó debate, que es la fuente principal de la notoriedad de esta bandera, ya que algunos despreciaron la elección de una bandera relativamente desconocida. La bandera no ha recibido un uso significativo desde el evento. 
Trans Kaleidoscope se describe en el sitio web de TTA como: "Los colores graduados representan el rango de identidades de género en todo el espectro con colores individuales que representan: 
- Rosa: mujer / feminidad
- Púrpura: aquellos que sienten que su identidad de género es una combinación de hombres y mujeres.
- Verde: aquellos que sienten que su identidad de género no es ni masculina ni femenina.
- Azul: hombres / masculinidad
- Amarillo: intersexual

El nuevo símbolo blanco con un borde negro es una extensión del símbolo Trans con los símbolos masculino y femenino, un símbolo combinado que representa a aquellos con una identidad de género que combina masculino y femenino y un polo liso (sin flecha ni barra) que representa a aquellos con un identidad de género que no es masculina ni femenina, que incorpora la conciencia y la inclusión de todos ".